# Forficula smyrnensis
Forficula smyrnensis или измирска ухолажа припада реду ухолажа - Dermaptera и породици Forficulidae.

## Распрострањење
Ова врста ухолаже је нативна у источном Медитерану (Балкан и Блиски исток), иако се све чешће појављују и подаци о присуству измирске ухолаже и у остатку Европе. 2021.године је први пут забележена у Прагу, док се ранијих година појавила у Аустрији и Италији. У Србији се налази током читаве године, углавном у нижим деловима земље, до 1000мнв. Иако се у неким европским земљама сматра алохтоном, не наводи се као штетна или инвазивна врста.

## Опис
F. smyrnensis је крупна ухолажа са упадљиве четири жуте мрље на телу. Величина је од 20-28мм, док су женке крупније од мужјака. Глава је наранџаста, пронотум жућкаст. Трбух је тамносмеђи, а церци су црносмеђи. Антене су смеђе, у базалним сегментима су блеђе него у осталим сегментима, а ноге су жућкасте. Исхрана ове врсте није добро истражена, али се претпоставља да се храни ситним зглавкарима, али и биљном храном.

## Занимљивости
Назив врсте потиче од старог назива за турски град Измир - Смирна. Тако да је и у Србији овај назив прихваћен - Измирска ухолажа.